# Памятник Матросу
Памятник Матросу установлен в Приморском парке Победы на Крестовском острове в Санкт-Петербурге в честь морских побед и матросов, принимавших участие в обороне Ленинграда и прорыве морской блокады Ленинграда.
Приморский парк Победы был заложен осенью 1945 года, и уже в первый год его существования там было посажено 45 000 деревьев и 50 000 кустарников. Высадка зелёных насаждений производилась самими жителями города.
Памятник расположен на Батарейной дороге, при этом для него организована отдельная небольшая площадь в парке
Памятник по одной версии установлен в честь безымянного матроса-балтийца, по другой версии — в честь матроса-черноморца.
Памятник был изготовлен по инициативе матросов Черноморского флота и подарен ими Ленинграду. Установлен 5 мая 1957 года. Автором памятника является скульптор Л. И. Штеренштейн.
Монумент был внесён в Книгу Памяти 14 мая 2012 под номером 33017.

## Описание памятника
Памятник представляет собой полноростовую скульптуру моряка, выполненную из бронзы. Моряк на скульптуре представлен в полной полевой форме с бескозыркой на голове и с автоматом в руках. На плечи накинут плащ-палатка. Скульптура размещается на постаменте из серого гранита, который установлен на насыпной холм. Высота постамента — 2 метра, высота скульптуры — 2,5 метра.